# Лапано
Лапано је насеље у Италији у округу Козенца, региону Калабрија.
Према процени из 2011. у насељу је живело 423 становника. Насеље се налази на надморској висини од 658 м.

## Становништво
| 1951. | 1961. | 1971. | 1981. | 1991. | 2001. | 2011. |
| ----- | ----- | ----- | ----- | ----- | ----- | ----- |
| 1.480 | 1.187 | 937   | 915   | 929   | 1.000 | 986   |